# Épreville-en-Lieuvin
Épreville-en-Lieuvin ist eine französische Gemeinde mit 199 Einwohnern (Stand: 1. Januar 2022) im Département Eure in der Region Normandie. Die Gemeinde gehört zum Kanton Beuzeville.

## Geografie

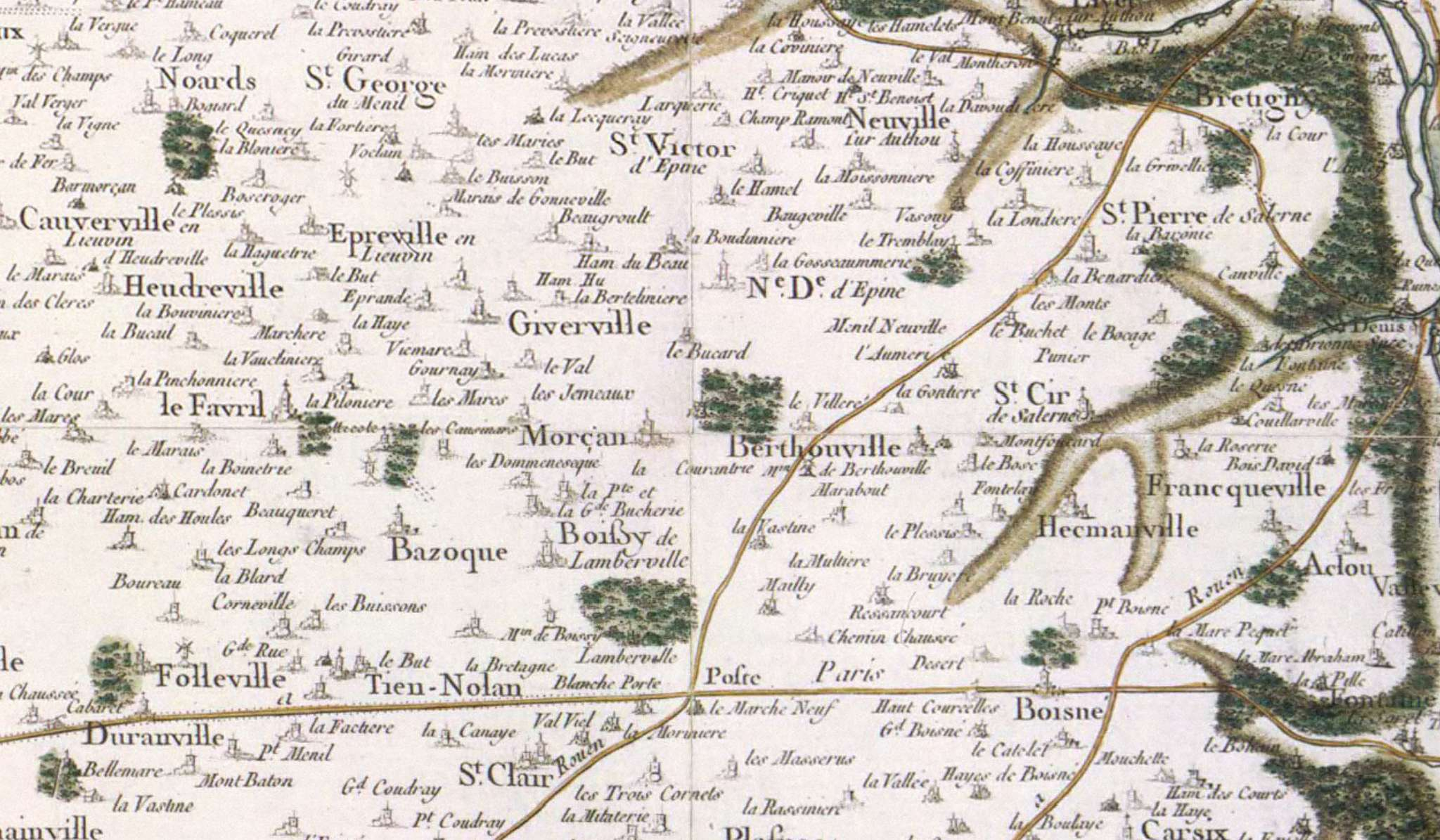
Epreville en Lieuvin auf einer Cassini-Karte aus dem 18. Jahrhundert

Épreville-en-Lieuvin liegt im Lieuvin, 43 Kilometer südöstlich von Le Havre, 23 Kilometer nordöstlich von Lisieux und 14 Kilometer nordwestlich von Bernay, dem Hauptort des gleichnamigen Arrondissements. Nachbargemeinden von Épreville-en-Lieuvin sind Noards im Nordwesten, Le Mesnil-Saint-Jean im Nordosten, Giverville im Südosten und Le Favril im Südwesten. Das Gemeindegebiet umfasst 672 Hektar.
Der Boden in Épreville-en-Lieuvin lässt sich nach seiner Entstehung in Alluvialboden, Diluvialboden und Kreide einteilen.
Épreville-en-Lieuvin ist eine der Gemeinden im Département Eure, in denen die Gefahr sich plötzlich bildender metertiefer Löcher besteht. Die sogenannten Marnières sind alte Mergelgruben, die sich zum Beispiel nach starkem Regen öffnen können, wenn die Schuttfüllung in die Seitengänge geschwemmt wird. Diese Löcher haben meist einen Durchmesser von 1,5 bis 2 Metern. Im ganzen Département Eure gibt es etwa 16.000 dieser Mergelgruben.
Épreville-en-Lieuvin ist einer Klimazone des Typs Cfb (nach Köppen und Geiger) zugeordnet: Warmgemäßigtes Regenklima (C), vollfeucht (f), wärmster Monat unter 22 °C, mindestens vier Monate über 10 °C (b). Es herrscht Seeklima mit gemäßigtem Sommer.

## Geschichte

### Ortsname
Der Ortsname wurde ursprünglich als Esprevilla (ohne Datum) erwähnt. Es gibt mehrere Ortschaften dieses Namens in der Normandie, Martainville-Épreville, Épreville (Sprovilla um 1025), Épreville-en-Roumois (heute: Flancourt-Crescy-en-Roumois) und Épreville-près-le-Neubourg und nirgendwoanders. François de Beaurepaire sieht den Ortsnamen in einem Zusammenhang mit Épretot (Pays de Caux, altskandinavisch -topt, -toft ‚Landgut, Bauernhof‘ > -tot) und mit englischen Ortsnamen wie Sprotbrough (ursprüngliche Sproteburg, South Yorkshire) und Sproatley (East Riding of Yorkshire). Am häufigsten ist der erste Teil eines Ortsnamens auf -ville der Name eines Mannes, und könnte hier Sprot (im Domesday Book erwähnt) gewesen sein (dieser Name ist auf den Färöer-Inseln als Sproti bekannt). Auf altfranzösisch ist der Endkonsonant (hier das [t] von Spro-t) vor dem Konsonant [v] der Silbe [vil] regelmäßig gefallen. Es ist aber auch möglich, dass die englischen Ortsnamen mit Bestandteil Spro(a)t- vom germanischen Wort Sprotte für ‚Spross‘ abgeleitet sind, was im Fall von Épreville unwahrscheinlich ist.

### Mittelalter und Ancien Régime
Im Mittelalter gab es eine Motte und eine Burg mit Zugbrücke in Épreville-en-Lieuvin. Die Ortschaft wurde erstmals 1112 urkundlich erwähnt. Der damalige Pfarrer bezeugte einen Vertrag. 1140 wurde der Seigneur Roger d’Epreville in einem Vertrag genannt. Um 1210 fiel das Lehen Epreville an Richard d’Harcourt. Im 15. und 16. Jahrhundert gehörte es der Familie Trousseauville. Um 1595 gehörte es Jean Hescamp, dem damaligen Generalstaatsanwalt in Pont-Audemer.
Das Lehen La Fortière (ursprünglich Le Forestière, ‚Forsthaus‘) wurde 1463 in Unterlagen der ersten Untersuchung der Adelstitel (recherche de Montfaut) erstmals urkundlich erwähnt. Damals wurde es von Jean de Barville bewohnt, der seinen Adelstitel behalten durfte. 1470 zeigte sich Jean de Barville als Seigneur von Barville und La Fortière an der Montre in Beaumont-le-Roger. Die Montre war eine militärische Behörde zur Zählung des Adels. Jean de Barvilles Enkel verstarb, ohne Erben zu hinterlassen, daher fiel La Fortière durch Heirat an die Familie Vipart, Barone von Le Bec-Thomas. Ab 1590 war La Fortière im Besitz der hugenottischen Familie de Maxell, die das heutige Herrenhaus erbauen ließen. 1685 wurde das Edikt von Nantes durch das Edikt von Fontainebleau von Ludwig XIV. (1643–1715) widerrufen. Die Familie de Maxell musste daraufhin nach Deutschland fliehen. Es gelang der Familie trotzdem, das Lehen bis 1745 zu behalten. Danach wechselte es mehrfach den Besitzer und wurde hauptsächlich landwirtschaftlich und zur Pferdezucht genutzt.
Im Jahre 1066 beteiligte sich der Seigneur des Lehens Crosville, Raoul Boudet, an der Eroberung Englands durch Wilhelm I. Sein Nachfahre schloss sich 1354 der Revolte von Geoffroy d’Harcourt an. Diese Revolte im Hundertjährigen Krieg (1337–1453) richtete sich gegen König Johann II. von Frankreich (1319–1364). Im 15. Jahrhundert nahm die Familie Boudet den Namen de Crosville an. Sie blieb bis ins 18. Jahrhundert im Besitz des Lehens.
Weitere Lehen in Épreville-en-Lieuvin waren Le Bosc-Roger, Le Busc, La Boivinière, Le Moustier des Potiers und Le Tilly des Mathieux.
| Jahr | Einwohner |
| ---- | --------- |
| 1793 | 703       |
| 1836 | 642       |
| 1861 | 590       |
| 1886 | 400       |
| 1911 | 273       |
| 1946 | 200       |
| 1982 | 192       |
| 1990 | 145       |
| 1999 | 169       |
| 2009 | 178       |

### Nach der Französischen Revolution
1793 erhielt Épreville-en-Lieuvin im Zuge der Französischen Revolution (1789–1799) unter dem Namen Epreville en Lieuvin den Status einer Gemeinde und 1801 durch die Verwaltungsreform unter Napoleon Bonaparte (1769–1821) unter dem Namen Épreville-en-Lieuvain das Recht auf kommunale Selbstverwaltung. Die Einwohnerzahl ist seit 1793 von 703 auf unter 200 gesunken. 1990 hatte die Gemeinde nur noch 145 Bewohner.

## Kultur und Sehenswürdigkeiten

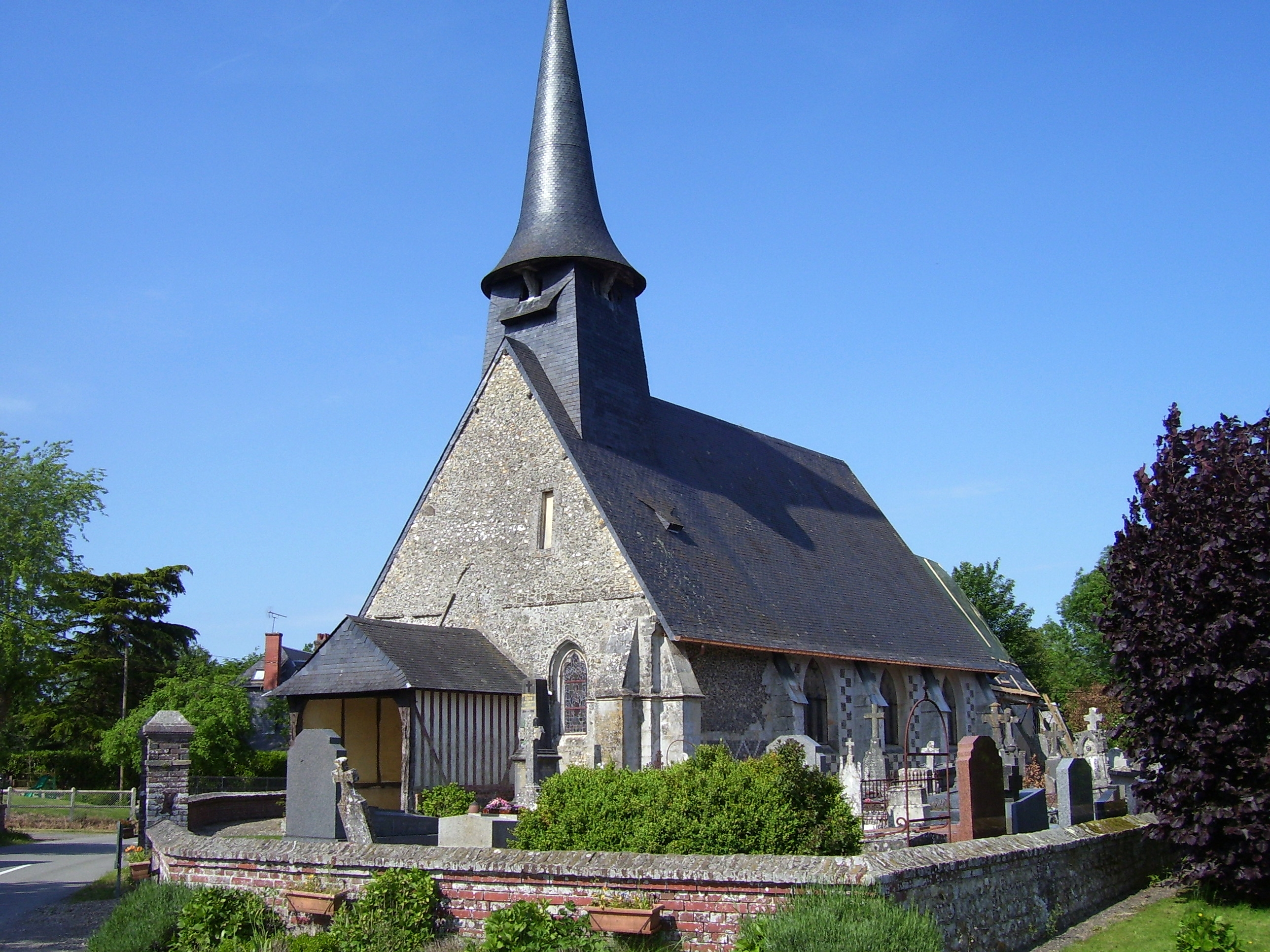
Die Kirche Saint-Pierre

### Bauwerke
Die Kirche Saint-Pierre wurde im 12. Jahrhundert erbaut. Ihr Schutzpatron ist Simon Petrus. Sie unterstand im Mittelalter und Ancien Régime (Ende des 16. Jahrhunderts bis 1789) dem Seigneur der Ortschaft. Im 16. Jahrhundert wurde die Kirche vergrößert, die Südmauer des Kirchenschiffs und der erste Abschnitt der Nordmauer wurden erneuert. Die neuen Mauerteile sind mit Mustern aus dunklem und hellem Feuerstein dekoriert. Die Wappen, die in der Nordmauer dargestellt sind, lassen sich allerdings nicht identifizieren. Außerdem wurden neue Fensterbögen in das Kirchenschiff eingebaut. Die Sakristei stammt aus dem 17. Jahrhundert, der Portalvorbau musste im 19. Jahrhundert erneuert werden. Eine Besonderheit dieser Kirche ist der zylindrische Glockenturm. Das Gebäude wurde 1954 in das Zusatzverzeichnis der Monuments historiques (‚historische Denkmale‘) eingetragen. Auf dem Friedhof der Kirche befindet sich ein ebenfalls denkmalgeschütztes Friedhofskreuz aus dem 16. Jahrhundert, es ist mit Reliefs verziert und zeigt unter anderem einen Pelikan. In der Kirche befinden sich zahlreiche Kunstgegenstände, von denen zwei denkmalgeschützt sind, eine Statue der Jungfrau mit dem Kinde aus dem 14. Jahrhundert und das Altarretabel des Hauptaltars aus dem 16. Jahrhundert.

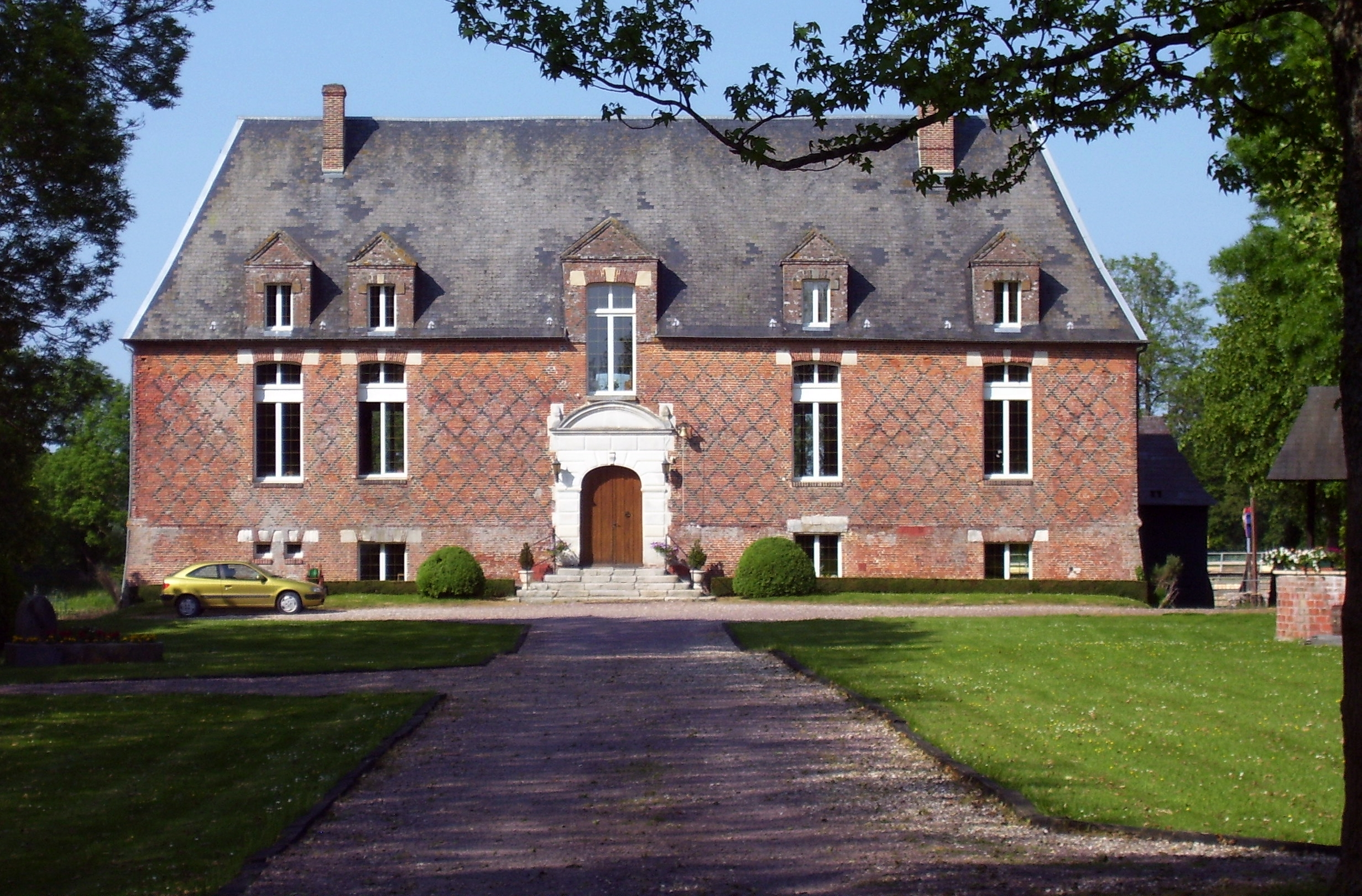
Das Herrenhaus La Fortière

Das Herrenhaus von La Fortière befindet sich im Privatbesitz. Es wurde gegen Ende des 16. oder in der ersten Hälfte des 17. Jahrhunderts errichtet und ersetzte eine Burg aus dem 13. Jahrhundert. Das Karomuster der Fassade wird durch besondere Backsteine hervorgerufen. Das Gebäude wurde bei einem Brand im Jahre 1911 schwer beschädigt. Die Dachgauben an der Vorderseite wurden danach mit normalen Backsteinen im 1. Stock rekonstruiert. Die Rückseite des Gebäudes ist besser erhalten.
Auf dem etwa 7 Hektar großen Grundstück stehen außer dem Herrenhaus noch eine denkmalgeschützte Zehntscheune aus dem 15. oder 16. Jahrhundert und ein Kuhstall aus dem 18. Jahrhundert. Die Wände der Zehntscheune bestehen aus Fachwerk auf einem Fundament aus behauenem Feuerstein.

### Vereine und Veranstaltungen
2001 kaufte die heutige Besitzerin das Herrenhaus. Sie veranstaltet dort jedes Jahr im Juli eine mehrtägige Freiluftveranstaltung, die Les Flammes du Souvenir (‚die Flammen der Erinnerung‘) genannt wird. Es handelt sich dabei um eine Theatervorstellung mit Musik und Lichtkunst, die sich mit der Vergangenheit von Épreville-en-Lieuvin bis zum Bau des Herrenhauses beschäftigt. Die bis zu 120 Mitarbeiter wohnen in den umliegenden Kantonen. Die Veranstaltung zieht jedes Jahr bis zu 9000 Besucher an.
Es gibt drei Vereine in Épreville-en-Lieuvin. Das Comité des fêtes (‚Festkomitee‘) organisiert Zusammenkünfte der Einwohner. Die Anciens combattants (‚Veteranen‘) treffen sich ebenfalls zu besonderen Gelegenheiten und nehmen an Gedenkveranstaltungen teil. Dann gibt es noch eine Confrérie de charité (‚Bruderschaft der Barmherzigkeit‘), die sich besonders um die Bestattungen kümmert und an religiösen Zeremonien teilnimmt.
Épreville-en-Lieuvin gehört zur römisch-katholischen Gemeinschaft Communauté de Lieurey, die Teil der Pfarrei Montgeoly des Bistums Évreux ist.

## Wirtschaft und Infrastruktur
Im 19. Jahrhundert waren die Haupterwerbszweige in der Gemeinde Landwirtschaft und Weberei. Es wurde Getreide und Lein angebaut. Es gab Weiden für das Vieh und Apfelplantagen zur Herstellung von Cidre. Bei der Volkszählung im Jahr 2008 wurde festgestellt, dass nur noch 13 Prozent der Erwerbstätigen in der Gemeinde beschäftigt sind, die anderen sind Pendler. 6,4 Prozent der Arbeitnehmer waren arbeitslos. Ein bedeutender Erwerbszweig ist der Tourismus, es gibt mehrere Ferienhäuser und Fremdenzimmer mit einer Bewertung von zwei bis vier Ähren, die an die Initiative Gîtes de France angeschlossen sind. Die Gîtes werden einer Klassifikation unterzogen, wobei 1 bis 5 Ähren als Gütezeichen vergeben werden.
Auf dem Gemeindegebiet gelten kontrollierte Herkunftsbezeichnungen (AOC) für Pont-l’Évêque, Calvados und Pommeau (Pommeau de Normandie) sowie geschützte geographische Angaben (IGP) für Schweinefleisch (Porc de Normandie), Geflügel (Volailles de Normandie) und Cidre (Cidre de Normandie und Cidre normand).
Épreville-en-Lieuvin ist dem Syndicat intercommunal à vocation scolaire Lieuvin (‚interkommunaler Schulverband Lieuvin‘) angeschlossen. Die Kinder besuchen den Kindergarten und die Primarschule in Lieurey und das Collège in Cormeilles.